# ダール (インド)
北緯22度36分 東経75度18分 / 北緯22.600度 東経75.300度座標: 北緯22度36分 東経75度18分 / 北緯22.600度 東経75.300度
ダール（ヒンディー語：धार、英語：Dhar）は、インドのマディヤ・プラデーシュ州、ダール県の都市。インドールの西約58キロメートルに位置し、人口約36,000人（1971年時点）。サトウキビ、トウモロコシなどの集散地で、産業は紡織関連が行われている。ブリヂストンの関連会社もある。

## 歴史
中世にはラージプート族の中心地であった。
1720年代、マラーター王国宰相バージー・ラーオはマルハール・ラーオ・ホールカル、ラーノージー・ラーオ・シンディア、ウダージー・ラーオ・パワールにマールワー遠征を命じ、その際ウダージー・ラーオがこの地を占拠した。その後、この地はパワール家の拠点となった。
1775年1月、のちにマラーター王国宰相バージー・ラーオ2世がこの地で誕生した。
18世紀から19世紀にかけて、パワール家はシンディア家とホールカル家といった二つの勢力に挟まれ、その領土が侵略されるなど危機的状況にあったが、それでも独立は保っている。
1948年までは当時のダール州の州都であった。